# Yanahuara
Yanahuara è una città del Perù nella provincia di Arequipa (regione di Arequipa) con 22.890 abitanti al censimento 2007, unica località del distretto omonimo.
È stata istituita fin dall'indipendenza del Perù.